# Konungens stora vakt

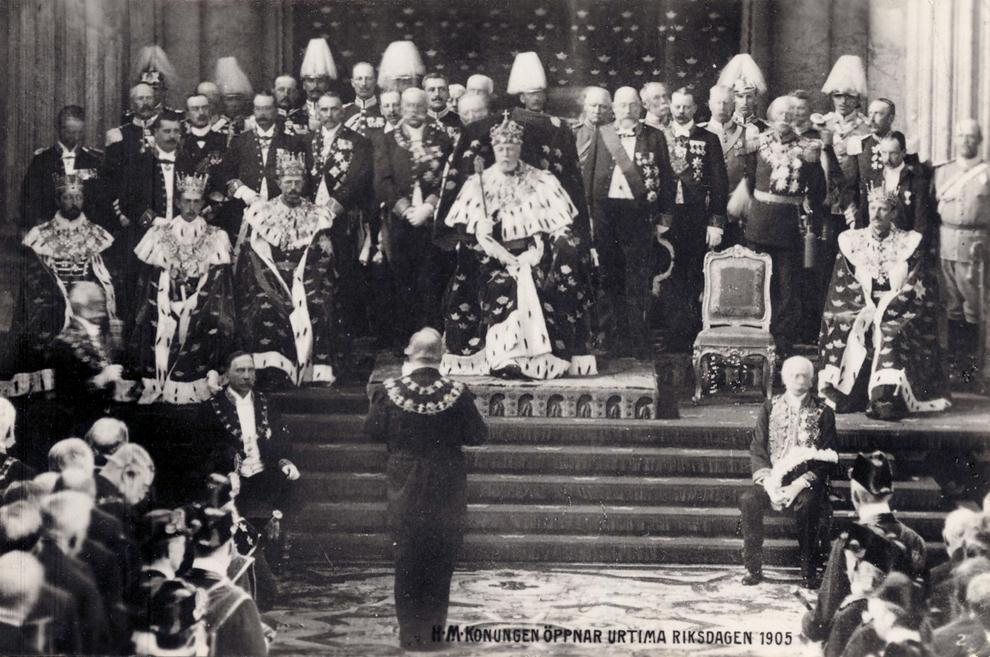
Oscar II sittande på Silvertronen vid riksdagens högtidliga öppnande 1905, bakom honom står Konungens stora vakt.

Konungens stora vakt, bestod av ett antal högre civila och militära personer, som vid vissa större officiella tillfällen eller ceremonier, såsom riksdagens högtidliga öppnande kallats att infinna sig för att vara konungen följaktig. "Stora vakten", som inte har inkallats sedan 1970-talet, bestod av följande befattningshavare: överstekammarherren, överhovstallmästaren, överhovjägmästaren, överkommendanten i Stockholm, Stationsbefälhavaren för flottans station i Stockholm, sekundcheferna för Svea livgarde, Göta livgarde, Livregementet till häst, Livregementets husarer och Livregementets grenadjärer samt chefen för Livgrenadjärregementet.
Stora vaktens utformning ändrade sig över tiden och 1950 bestod den av överhovstallmästaren, överhovjägmästaren, överkommendanten i Stockholm, befälhavande amiralen för Ostkustens marindistrikt, chefen för Tredje flygeskadern, chefen för Stockholms örlogsstation, sekundcheferna för Svea Livgarde, Livgardesskvadronen, Livregementens husarer, Göta Livgarde och Livregementets grenadjärer samt cheferna för Livgrenadjärregementet, Svea Artilleriregemente och Svea flygflottilj.
Senaste gången Stora vakten inkallades var till Riksdagens högtidliga öppnande 1974.